# Länscellfängelset i Kristianstad
Länscellfängelset i Kristianstad, senare Straffängelset i Kristianstad och Anstalten Kristianstad Centrum, var ett cellfängelse öppnat 1846 och nedlagt 2013.

## Historia
Byggnadsarbetena utfördes till stor del av fångar från Kristianstads fästning. Då cellfängelset öppnade, överfördes fästningsfångarna, med undantag för de som var dömda på livstid, dit.
Fängelset var ett av de första som byggdes, till följd av fängelsereformen, som beslutats vid 1844 års riksdag. Det var till utseendet likt andra enrumsfängelser från tiden med sammanlagt 90 ljusa och 3 mörka celler och uppfördes efter ritningar av Carl Fredrik Hjelm. Byggnadskostnaden var 145 304 kronor. Fastigheten ligger på en höjdplatå öster om staden. Först omkring 1930 nådde övrig bebyggelse fram till det tidigare isolerade fängelset.
Vid en reform 1911 ändrades beteckningen på de större länscellfängelserna, däribland Kristianstads, till straffängelse. Fängelset hade stora trädgårds- och jordområden, som gjorde att fångarna kunde sysselsättas med friluftsarbete under slutet av strafftiden. 
På fängelsegården har två avrättningar verkställts, dels den av Glimmingemördaren Nils Peter Hagström, dels den av Yngsjömörderskan Anna Månsdotter.
Hösten 2013 lades anstalten ned. Fastighetsbolaget Bivarödsgård förvärvade fastigheten 2014. Fastighetsägare utvecklade sedan studentbostäder i delar av fastigheten. 
Fastigheten Fängelset 2 består av fängelsebyggnaden från år 1846, men med tillhörande miljöer och komplementbyggnader.  
Fastighetsägaren Bivarödsgård sålde 2021 resterande delar av fastigheten till KlaraBo och Obos. Affären innefattar två byggrätter med totalt 175 bostäder. KlaraBo ska bygga 95 nya hyreslägenheter och Obos totalt 80 nya lägenheter på fastigheten.